# 洛帕季諾區

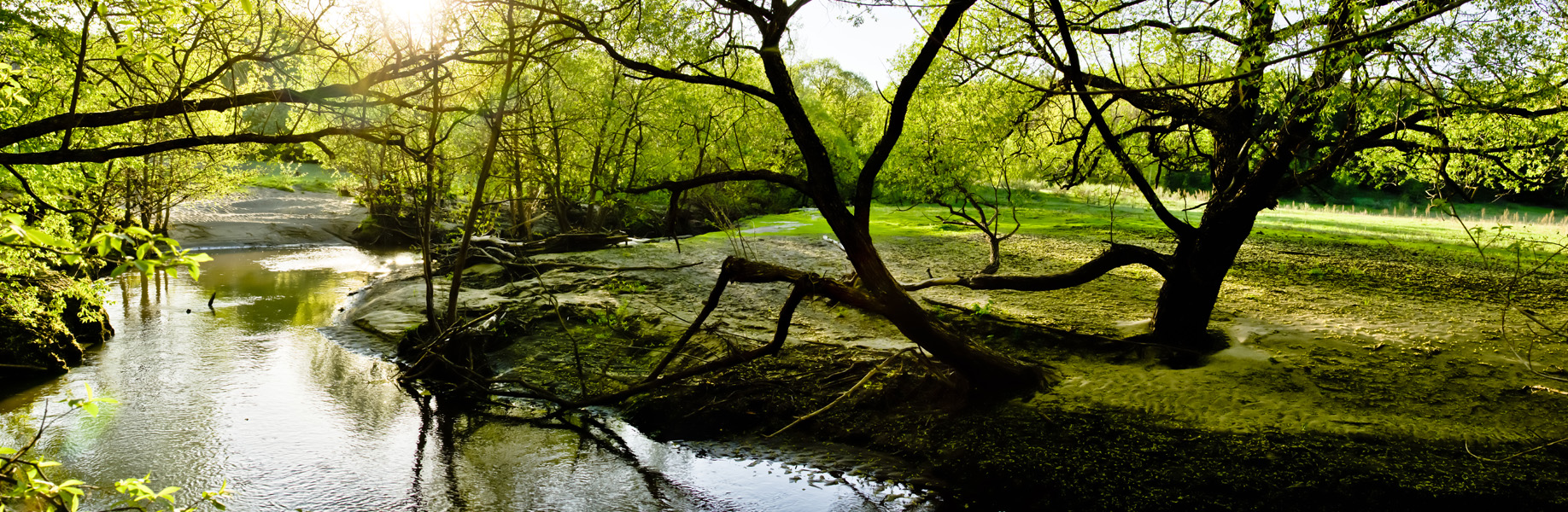

52°37′14″N 45°48′37″E / 52.62056°N 45.81028°E
洛帕季諾區（俄语：Лопатинский район），是俄羅斯的一個區，位於該國西南部，由奔薩州負責管轄，面積1,440平方公里，2010年該區人口14,942，人口密度每平方公里10.38人。